# Виталий (Гречулевич)
Епископ Виталий (в миру Василий Васильевич Гречулевич; 1 [13] января 1822, Тульчин, Брацлавский уезд, Подольская губерния — 14 [26] мая 1885, Могилёв) — епископ Русской православной церкви, епископ Могилевский и Мстиславский. Духовный писатель, магистр богословия, экзегет.

## Биография
Родился 1 (13) января 1822 года в семье священника местечка Тульчин Подольской губернии Василия Яковлевича Гречулевича.
В 1843 году окончил Подольскую духовную семинарию и поступил в Санкт-Петербургскую духовную академию, которую окончил в 1847 году со степенью магистра, защитил диссертацию «О молитве Манассии» (СПб., 1848)
По окончании академии почти до хиротонии во епископа был законоучителем в различных женских учебных заведениях. Даже будучи архимандритом, некоторое время безмездно преподавал Закон Божий в Петербургском епархиальном женском училище; 7 августа 1849 года был рукоположён в сан священника. Был законоучителем Сиротского института Петербургского воспитательного дома; с 1860 года был законоучителем в Смольном институте и мещанском училище при нём (до 1866). В январе 1862 г.,   подстрекаемый начальницей Смольного институтв М. П. Леонтьевой, подал на её имя служебную записку, направленную против инспектора классов института К. Д. Ушинского. Он сообщал, что «Ушинский со своей партией распространяет в заведении безбожие и безнравственность». В результате Ушинский был вынужден покинуть институт. 13 апреля 1862 года возведён в сан протоиерея.
В 1860 году он основал журнал «Странник» и был издателем этого журнала. Впоследствии издавал и другие духовные журналы: «Современный листок» и «Мирское слово», через которые сообщал пастве свои назидательные наставления.
В 1864 году на собранные им пожертвования открыл на своей родине в местечке Тульчине училище для девиц духовного звания.
9 мая 1875 года избран членом Петербургского Цензурного комитета.
8 октября 1876 года пострижен в монашество с именем Виталий. 22 октября того же года возведён в сан архимандрита.
13 мая 1879 года хиротонисан во епископа Острожского, викария Волынской епархии.
С 6 октября 1882 года — епископ Могилевский и Мстиславский.
Епископ Виталий — образованнейший человек своего времени. Он получил известность как истинный поборник и распространитель религиозного просвещения в духе Православной Церкви среди интеллигенции и простых людей. Благодаря неутомимой деятельности в этой области, им за два года открыто 268 школ и подготовлено к открытию ещё 340.
Своими поучительными проповедями, личной добротой и способностью к доброму назиданию других еп. Виталий бдительно охранял религиозно-нравственные основы общественной жизни.
Скончался 14 (26) мая 1885 года в Могилёве, в Печерске — загородном архиерейском доме. Погребен в Спасской церкви этого дома около северной стены храма под солеёю.
26 июля 2014 года в городе Мстиславль состоялась II Международная научно-практическая конференция «Концепт святости в историческом контексте». Форум был посвящён основателю и первому редактору журнала «Странникъ», православному богослову, духовному писателю и просветителю епископу Виталию (Гречулевичу).